# Geokronologija
Geološka kronologija je kronologija koju rabe geolozi i drugi znanstvenici kako bi se opisalo vrijeme i odnosi između događaja koji su se dogodili u povijesti Zemlje. Tablica geoloških razdoblja koja je ovdje opisana u skladu je s datumima i nomenklaturom predloženom od Međunarodne komisije za stratigrafiju i rabi standardne kodove Geološke službe SAD.
Geološki dokazi ukazuju kako je Zemlja stara oko 4,570 milijardi godina. Geološko ili "duboko" vrijeme Zemljine prošlosti organizirano je u različite jedinice prema događajima koji se dogodili u svakom razdoblju. Različiti opsezi vremena obično su podijeljeni po većim geološkim i paleontološkim događajima kao što su masovna izumiranja. Na primjer, granica između perioda krede i paleogena definirana je u skladu s događajem masovnog izumiranja koji je označio kraj dinosaura i brojnih morskih vrsta.

## Terminologija
Najveća definirana vremenska jedinica je eon. Eoni su podijeljeni u ere, koje se pak dijele u razdoblja, epohe i doba. U isto vrijeme paleontolozi definiraju sustav faunalnih stadija koje imaju različito trajanje i temelje se na promjenama u sastavu fosila. U brojnim su slučajevima takvi faunalni stadiji prihvaćeni kao dio geološke nomenklature, iako postoji više priznatih faunalnih stadija nego geoloških vremenskih jedinica.
Geolozi često vole govoriti o gornjim/kasnim, donjim/ranim i srednjim dijelovima nekih razdoblja ili jedinica, npr. "gornja jura" i "srednji kambrij". Pošto se geološke jedinice odvijaju u isto vrijeme, ali u različitim dijelovima mogu izgledati drukčije te sadržavati drukčije fosile, postoje mnogi primjeri kada je jedno te isto razdoblje dobilo različita imena na različitim lokacijama. Na primjer, u Sjevernoj Americi se za rani kambrij rabi naziv waucobanska serija koja je razdvojena u zone temeljene na trilobitima. Isti je vremenski raspon podijeljen na tomotijansku, atdabanijansku i botomijansku fazu u Istočnoj Aziji i Sibiru. Ključno polje rada Međunarodne komisije za stratigrafiju je upravo standadiziranje te često proturječne terminologije te stvaranje univerzalnih naziva koji se mogu koristiti širom svijeta.

## Povijest kronologije
Načela na kojima se temelje geološke kronologije su bili ustanovljena od Nicholasa Stenoa u kasnom 17. stoljeću. Steno je tvrdio da su naslage stijenja (strata) nataložene jedna na drugu i da svaka predstavlja "komad" vremena. On je također formulirao zakon superpozicije, koji tvrdi da je svaki sloj (stratum) vjerojatno stariji od onoga iznad njega i mlađi od onog ispod njega. Stenova načela bila su jednostavna; njihova primjena na stvarne stijene bila je složena. Kroz 18. stoljeće geolozi su shvatili da: 1) nizovi strata su često bili erodirani, pomiješani, izobličeni i ponekad čak i izmijenjenih mjesta nakon taloženja; 2) slojevi nataloženi u isto vrijeme u različitim područjima mogu imati sasvim različiti izgled; 3) slojevi na bilo kojem području predstavljaju samo dio duge Zemljine povijesti.
Prvi ozbiljni pokušaji formulacije geološke kronologije koja bi se mogla primijeniti na sva područja Zemlje zbili su se krajem 18. stoljeća. Najutjecajniji od tih ranih pokušaja (promican, između ostalih, od Abrahama Wernera) podijelio je stijene Zemljine kore u četiri tipa: primarne, sekundarne, tercijarne i kvartarne. Svaki tip stijena, prema teoriji, formirao se tijekom specifičnog perioda u Zemljinoj geološkoj povijesti. Tako je bilo moguće govoriti o "tercijarnom razdoblju" kao i o "tercijarnim stijenama". Izrazi "tercijar" i "kvartar" održali su se kao imena geoloških razdoblja do 20. stoljeća.
Identifikacija slojeva prema fosilima koje su sadržavali, započeta od Williama Smitha, Georgesa Cuviera i Alexandrea Brogniarta u ranom 19. stoljeću omogućila je geolozima da podijele Zemljinu povijest još finije i preciznije. Omogućila im je također da uspoređuju slojeve preko nacionalnih (ili čak kontinentalnih) granica. Ako su dva sloja (ma koliko udaljena u prostoru i različita po sastavu) sadržavala iste fosile, postojala je velika vjerojatnost da su bila nataložena u isto vrijeme. Detaljno proučavanje slojeva i fosila u Europi je između 1820. i 1850. godine, proizvelo niz geoloških razdoblja koji se i danas rabe.
Britanski su geolozi dominirali tim procesom pa se to očituje i u razdobljima. Razdoblja zvana kao "kambrij," "ordovicij" i  "silur" nazvani su po drevnim britanskim plemenima (i definirani na temelju stratigrafskih nizova iz Walesa). "Devon" je nazvan po britanskoj grofoviji Devon, dok je "karbon" jednostavna adaptacija "ugljenih mjera" starog britanskog geološkog pojma za istovjetni niz slojeva. "Perm", iako definiran na temelju slojeva iz Rusije, bio je označen i imenovan od britanskog geologa Rodericka Murchisona. Britanski su geolozi također odgovorni za grupiranje razdoblja u ere i podjelu tercijarnog i kvartarnog perioda u epohe.
Kada su William Smith i Charles Lyell prvi otkrili da naslage stijena predstavljaju različita vremenska razdoblja, nije postojao način da se otkrije vrijeme koje predstavljaju. Kreacionisti su predlagali vremena od samo nekoliko tisuća godina, dok su drugi predlagali veća (i čak beskonačna) doba. Starost Zemlje i naslaga stijenja je stotinu godina bila predmetom oštrih rasprava sve dok u drugoj polovici 20. stoljeća napredak na polju radioaktivnog datiranja nije dao relativno čvrste okvire za geološka vremena. U prethodnom stoljeću i pol, geolozi i paleontolozi stvarali su kronologiju jedino na temelju različitih slojeva i fosila.
Godine 1977. Globalna komisija za stratigrafiju (danas Međunarodna komisija) započela je napore za definiciju globalnih točki (Globalnih stratotipskih granica i točki - eng.: Global Boundary Stratotype Section and Point - GSSP) za geološka razdoblja i faunalne stadije. Njeno je najnovije izdanje opisana u geološkoj kronologiji Gradsteina et al. (ISBN 0521786738) i koristi se kao izvor za stranicu za originalnu stranicu na engleskoj Wikipediji.

## Tablica geološkog vremena
| Eon             | Era                | razdoblje1                                                                                   | razdoblje1                                                                                   | Niz/ Epoha | Najvažniji događaji | Početak, Milijuna godina2 |
| --------------- | ------------------ | -------------------------------------------------------------------------------------------- | -------------------------------------------------------------------------------------------- | --- | --- | ------------------------- |
| Fane- rozoik    | Kenozoik           | Neogen3                                                                                      | Neogen3                                                                                      | Holocen | Kraj posljednje glacijalizacije i nastanak moderne civilizacije | 0.011430 ± 0.00013 9      |
| Fane- rozoik    | Kenozoik           | Neogen3                                                                                      | Neogen3                                                                                      | Pleistocen | Bujanje a potom izumiranje velikog broja krupnih sisavaca (Pleistocenska megafauna); Evolucija modernog čovjeka | 1.806 ± 0.005 *           |
| Fane- rozoik    | Kenozoik           | Neogen3                                                                                      | Neogen3                                                                                      | Pliocen | Intenziviranje trenutnog ledenog doba. Hladna i suha klima; pojavljuju se australopiteci, kao i mnoge od postojećih vrsti sisavaca i mekušaca. | 5.332 ± 0.005 *           |
| Fane- rozoik    | Kenozoik           | Neogen3                                                                                      | Neogen3                                                                                      | Miocen | Umjerena klima; stvaranje planina u sjevernoj hemisferi; postaju prepoznatljive moderne porodice sisavaca i ptica. Povećava se raznolikost konja i mastodonata. Trava postaje sveprisutna. Pojavljuju se prvi čovjekoliki majmuni (Sahelanthropus tchadensis). | 23.03 ± 0.05 *            |
| Fane- rozoik    | Kenozoik           | Paleogen 3                                                                                   | Paleogen 3                                                                                   | Oligocen | Topla klima; brza evolucija i diversifikacija faune, pogotovo sisavaca. Velika evolucija i širenje modernih vrstakritosjemenjača. | 33.9±0.1 *                |
| Fane- rozoik    | Kenozoik           | Paleogen 3                                                                                   | Paleogen 3                                                                                   | Eocen | Razvijaju se arhajski sisavci (npr. kreodonti, Condylarthra, Uintatheriidae itd.) tijekom čitave epohe. Pojava nekoliko "modernih" obitelji sisavaca. Diversificiraju se primitivni kitovi. Pojavljuje se prva trava. Reglacijacizacija Antarktike; početak trenutnog ledenog doba. | 55.8±0.2 *                |
| Fane- rozoik    | Kenozoik           | Paleogen 3                                                                                   | Paleogen 3                                                                                   | Paleocen | Tropska klima. Pojavljuju se moderne biljke; sisavci se nakon izumiranja dinosaura granaju u niz primitivnih razreda. Pojavljuju se prvi veći sisavci (do veličine medvjeda ili manjeg nilskog konja). | 65.5±0.3 *                |
| Fane- rozoik    | Mezozoik           | Kreda                                                                                        | Kreda                                                                                        | Gornja/kasna | Pojavljuju se cvjetnjače, zajedno s novim vrstama kukaca. Pojavljuje se više vrsta modernih riba. Česti su amoniti, belemniti, rudisti, ježinci i spužve. Mnogi novi tipovi dinosaura (npr. tiranosauri, titanosauri, hadrosauri i Ceratopsi) evoluiraju na kopnu, isto kao i moderni krokodili; pojavljuju se mosasauri i moderni morski psi. Primitivne ptice postupno zamjenjuju pterosaure. Pojavljuju se Kljunaši, tobolčari i placentni sisavci. Raspad Gondwane. | 99.6±0.9 *                |
| Fane- rozoik    | Mezozoik           | Kreda                                                                                        | Kreda                                                                                        | Donja/rana | Pojavljuju se cvjetnjače, zajedno s novim vrstama kukaca. Pojavljuje se više vrsta modernih riba. Česti su amoniti, belemniti, rudisti, ježinci i spužve. Mnogi novi tipovi dinosaura (npr. tiranosauri, titanosauri, hadrosauri i Ceratopsi) evoluiraju na kopnu, isto kao i moderni krokodili; pojavljuju se mosasauri i moderni morski psi. Primitivne ptice postupno zamjenjuju pterosaure. Pojavljuju se Kljunaši, tobolčari i placentni sisavci. Raspad Gondwane. | 145.5 ± 4.0               |
| Fane- rozoik    | Mezozoik           | Jura                                                                                         | Jura                                                                                         | Gornja/kasna | Česte su golosjemenjače (Gymnospermae) (posebno crnogorice, Bennettitales, cikade) i papratnjače. Prisune su mnoge vrste dinosaura, kao što su sauropodi, karnosauri i stegosauri, dok su sisavci česti, ali maleni. Pojavljuju se prve ptice i gušteri. Velika raznolikost ihtiosaura i plesiosaura. Školjkaši, amoniti i belemniti su sveprisutni. ježinci su vrlo česti, kao stapčari, morske zvijezde, spužve, i ramenonošci redova Terebratulida i Rhynchonellida. Raspad Pangee na Gondwanu i Lauraziju.                                                                     | 161.2 ± 4.0               |
| Fane- rozoik    | Mezozoik           | Jura                                                                                         | Jura                                                                                         | Srednja | Česte su golosjemenjače (Gymnospermae) (posebno crnogorice, Bennettitales, cikade) i papratnjače. Prisune su mnoge vrste dinosaura, kao što su sauropodi, karnosauri i stegosauri, dok su sisavci česti, ali maleni. Pojavljuju se prve ptice i gušteri. Velika raznolikost ihtiosaura i plesiosaura. Školjkaši, amoniti i belemniti su sveprisutni. ježinci su vrlo česti, kao stapčari, morske zvijezde, spužve, i ramenonošci redova Terebratulida i Rhynchonellida. Raspad Pangee na Gondwanu i Lauraziju.                                                                     | 175.6 ± 2.0 *             |
| Fane- rozoik    | Mezozoik           | Jura                                                                                         | Jura                                                                                         | Donja/rana | Česte su golosjemenjače (Gymnospermae) (posebno crnogorice, Bennettitales, cikade) i papratnjače. Prisune su mnoge vrste dinosaura, kao što su sauropodi, karnosauri i stegosauri, dok su sisavci česti, ali maleni. Pojavljuju se prve ptice i gušteri. Velika raznolikost ihtiosaura i plesiosaura. Školjkaši, amoniti i belemniti su sveprisutni. ježinci su vrlo česti, kao stapčari, morske zvijezde, spužve, i ramenonošci redova Terebratulida i Rhynchonellida. Raspad Pangee na Gondwanu i Lauraziju.                                                                     | 199.6 ± 0.6               |
| Fane- rozoik    | Mezozoik           | Trijas                                                                                       | Trijas                                                                                       | Gornji/kasni | Arkosauri su dominantni i raznoliki na kopnu, te uključuju mnoge krupne oblike; cinodonti postaju manji i više nalik sisavcima. Prvi dinosauri, sisavci, kornjače, pterosauri i krokodili. Na kopnu je česta Dicrodium flora. Mnoštvo velikih vodenih temnospondilskih vodozemaca, ihtiosauri i nothosauri su česti u morima. Ceratitski amoniti su vrlo česti. Pojavljuju se moderni koralji i moderne ribe. | 228.0 ± 2.0               |
| Fane- rozoik    | Mezozoik           | Trijas                                                                                       | Trijas                                                                                       | Srednji | Arkosauri su dominantni i raznoliki na kopnu, te uključuju mnoge krupne oblike; cinodonti postaju manji i više nalik sisavcima. Prvi dinosauri, sisavci, kornjače, pterosauri i krokodili. Na kopnu je česta Dicrodium flora. Mnoštvo velikih vodenih temnospondilskih vodozemaca, ihtiosauri i nothosauri su česti u morima. Ceratitski amoniti su vrlo česti. Pojavljuju se moderni koralji i moderne ribe. | 245.0 ± 1.5               |
| Fane- rozoik    | Mezozoik           | Trijas                                                                                       | Trijas                                                                                       | Donji/rani | Arkosauri su dominantni i raznoliki na kopnu, te uključuju mnoge krupne oblike; cinodonti postaju manji i više nalik sisavcima. Prvi dinosauri, sisavci, kornjače, pterosauri i krokodili. Na kopnu je česta Dicrodium flora. Mnoštvo velikih vodenih temnospondilskih vodozemaca, ihtiosauri i nothosauri su česti u morima. Ceratitski amoniti su vrlo česti. Pojavljuju se moderni koralji i moderne ribe. | 251.0 ± 0.4 *             |
| Fane- rozoik    | Paleozoik          | Perm                                                                                         | Perm                                                                                         | Loping | Kopnene mase se sjedinjuju u superkontinent Pangeu. Sinapsidski gmazovi postaju česti (pelikosauri i terapsidi), a česti su također i parareptili i temnospondilski vodozemci su također česti. Karbonska flora je sredinom razdoblja zamijenjena golosjemenjačama. Evoluiraju kornjaši i dvokrilci. Morski život buja na toplim plitkim grebenima. Sveprisutni su ramenonošci tipova Productida i Spiriferida, školjkaši, krednjaci i amoniti. Kraj permsko-karbonskog ledenog doba. Krajem razdoblja dešava se permsko-trijasko izumiranje u kojem nestaje 95% života na Zemlji. | 260.4 ± 0.7 *             |
| Fane- rozoik    | Paleozoik          | Perm                                                                                         | Perm                                                                                         | Guadalup | Kopnene mase se sjedinjuju u superkontinent Pangeu. Sinapsidski gmazovi postaju česti (pelikosauri i terapsidi), a česti su također i parareptili i temnospondilski vodozemci su također česti. Karbonska flora je sredinom razdoblja zamijenjena golosjemenjačama. Evoluiraju kornjaši i dvokrilci. Morski život buja na toplim plitkim grebenima. Sveprisutni su ramenonošci tipova Productida i Spiriferida, školjkaši, krednjaci i amoniti. Kraj permsko-karbonskog ledenog doba. Krajem razdoblja dešava se permsko-trijasko izumiranje u kojem nestaje 95% života na Zemlji. | 270.6 ± 0.7 *             |
| Fane- rozoik    | Paleozoik          | Perm                                                                                         | Perm                                                                                         | Cisural | Kopnene mase se sjedinjuju u superkontinent Pangeu. Sinapsidski gmazovi postaju česti (pelikosauri i terapsidi), a česti su također i parareptili i temnospondilski vodozemci su također česti. Karbonska flora je sredinom razdoblja zamijenjena golosjemenjačama. Evoluiraju kornjaši i dvokrilci. Morski život buja na toplim plitkim grebenima. Sveprisutni su ramenonošci tipova Productida i Spiriferida, školjkaši, krednjaci i amoniti. Kraj permsko-karbonskog ledenog doba. Krajem razdoblja dešava se permsko-trijasko izumiranje u kojem nestaje 95% života na Zemlji. | 299.0 ± 0.8 *             |
| Fane- rozoik    | Paleozoik          | Karbon4 / Pensil- vanij                                                                      | Karbon4 / Pensil- vanij                                                                      | Gornji/kasni | Krilati insekti se pojavljuju i bruo šire, a neki rastu do velikih deimenzija. vodozemci su česti i raznoliki. Prvi reptili, ugljene šume (Lepidodendron, Sigillaria, kalamiti, Cordaites, itd.), vrlo visoki sadržaj kisika u atmosferi. U morima su česti gonijatiti, brahiopodi, bryozoa, dvokrilne školjke, koralji itd. | 306.5 ± 1.0               |
| Fane- rozoik    | Paleozoik          | Karbon4 / Pensil- vanij                                                                      | Karbon4 / Pensil- vanij                                                                      | Srednji | Krilati insekti se pojavljuju i bruo šire, a neki rastu do velikih deimenzija. vodozemci su česti i raznoliki. Prvi reptili, ugljene šume (Lepidodendron, Sigillaria, kalamiti, Cordaites, itd.), vrlo visoki sadržaj kisika u atmosferi. U morima su česti gonijatiti, brahiopodi, bryozoa, dvokrilne školjke, koralji itd. | 311.7 ± 1.1               |
| Fane- rozoik    | Paleozoik          | Karbon4 / Pensil- vanij                                                                      | Karbon4 / Pensil- vanij                                                                      | Donji/rani | Krilati insekti se pojavljuju i bruo šire, a neki rastu do velikih deimenzija. vodozemci su česti i raznoliki. Prvi reptili, ugljene šume (Lepidodendron, Sigillaria, kalamiti, Cordaites, itd.), vrlo visoki sadržaj kisika u atmosferi. U morima su česti gonijatiti, brahiopodi, bryozoa, dvokrilne školjke, koralji itd. | 318.1 ± 1.3 *             |
| Fane- rozoik    | Paleozoik          | Karbon4 / Misis- ipij                                                                        | Karbon4 / Misis- ipij                                                                        | Gornji/kasni | Veliko primitivno drveće, prvi kopneni kralježnjaci, plitkovodni i amfibijski euripteridi; rizodonti kao dominantni slatkovodni grabežljivci. U morima primitivni morski psi su česti i vrlo raznoliki, ehinodermi (posebno krinoid i blastoidi) sveprisutni, koralji, bryozoa, i brahiopodi (Productida, Spriferida, itd.) su vrlo često; Gonijatiti su česti, trilobiti i nautiloidi su u sumraku. Glaciatijacija u istočnoj Gondwani. | 326.4 ± 1.6               |
| Fane- rozoik    | Paleozoik          | Karbon4 / Misis- ipij                                                                        | Karbon4 / Misis- ipij                                                                        | Srednji | Veliko primitivno drveće, prvi kopneni kralježnjaci, plitkovodni i amfibijski euripteridi; rizodonti kao dominantni slatkovodni grabežljivci. U morima primitivni morski psi su česti i vrlo raznoliki, ehinodermi (posebno krinoid i blastoidi) sveprisutni, koralji, bryozoa, i brahiopodi (Productida, Spriferida, itd.) su vrlo često; Gonijatiti su česti, trilobiti i nautiloidi su u sumraku. Glaciatijacija u istočnoj Gondwani. | 345.3 ± 2.1               |
| Fane- rozoik    | Paleozoik          | Karbon4 / Misis- ipij                                                                        | Karbon4 / Misis- ipij                                                                        | Donji/rani | Veliko primitivno drveće, prvi kopneni kralježnjaci, plitkovodni i amfibijski euripteridi; rizodonti kao dominantni slatkovodni grabežljivci. U morima primitivni morski psi su česti i vrlo raznoliki, ehinodermi (posebno krinoid i blastoidi) sveprisutni, koralji, bryozoa, i brahiopodi (Productida, Spriferida, itd.) su vrlo često; Gonijatiti su česti, trilobiti i nautiloidi su u sumraku. Glaciatijacija u istočnoj Gondwani. | 359.2 ± 2.5 *             |
| Fane- rozoik    | Paleozoik          | Devon                                                                                        | Devon                                                                                        | Gornji/kasni | Pojava prve mahovine i equisetuma, pojava progimnospermi (prvih sjemenjača), prvo drveće (Archaeopteris). U moru strofomenidi i atripidi brahiopodi, rugose i tabulate koralji, te krinoidis su sveprisutni. Gonijatiti i ammonitis su česti, a pojavljuju se koleoidi. Broj trilobita se smanjuje. Sumrak ostrakoderma s ; ribe s čeljusti (plakodermi, Sarcopterygii i koštunjače fish, te rani morski psi) su važan dio morske faune. Prvi vodozemci (ali još uglavnom vodeni). "Stari Crveni kontinet" (Euramerika)                                                            | 385.3 ± 2.6 *             |
| Fane- rozoik    | Paleozoik          | Devon                                                                                        | Devon                                                                                        | Srednji | Pojava prve mahovine i equisetuma, pojava progimnospermi (prvih sjemenjača), prvo drveće (Archaeopteris). U moru strofomenidi i atripidi brahiopodi, rugose i tabulate koralji, te krinoidis su sveprisutni. Gonijatiti i ammonitis su česti, a pojavljuju se koleoidi. Broj trilobita se smanjuje. Sumrak ostrakoderma s ; ribe s čeljusti (plakodermi, Sarcopterygii i koštunjače fish, te rani morski psi) su važan dio morske faune. Prvi vodozemci (ali još uglavnom vodeni). "Stari Crveni kontinet" (Euramerika)                                                            | 397.5 ± 2.7 *             |
| Fane- rozoik    | Paleozoik          | Devon                                                                                        | Devon                                                                                        | Rani/donji | Pojava prve mahovine i equisetuma, pojava progimnospermi (prvih sjemenjača), prvo drveće (Archaeopteris). U moru strofomenidi i atripidi brahiopodi, rugose i tabulate koralji, te krinoidis su sveprisutni. Gonijatiti i ammonitis su česti, a pojavljuju se koleoidi. Broj trilobita se smanjuje. Sumrak ostrakoderma s ; ribe s čeljusti (plakodermi, Sarcopterygii i koštunjače fish, te rani morski psi) su važan dio morske faune. Prvi vodozemci (ali još uglavnom vodeni). "Stari Crveni kontinet" (Euramerika)                                                            | 416.0 ± 2.8 *             |
| Fane- rozoik    | Paleozoik          | Silur                                                                                        | Silur                                                                                        | Pridolij | Prve vaskularne kopnene biljke, stonoge i artropleuridi, prve ribe s čeljusti, kao i mnoge oklopljene bez čeljusti. morski škorpioni dosežu znatne veličine. tabulate and Rugosa koralji, brahiopodi (Pentamerida, Rhynchonellida, etc) i krinoidis su posvuda; trilobiti i mekušci se granaju. Graptoliti nisu tako raznovrsni. | 418.7 ± 2.7 *             |
| Fane- rozoik    | Paleozoik          | Silur                                                                                        | Silur                                                                                        | Ladlov | Prve vaskularne kopnene biljke, stonoge i artropleuridi, prve ribe s čeljusti, kao i mnoge oklopljene bez čeljusti. morski škorpioni dosežu znatne veličine. tabulate and Rugosa koralji, brahiopodi (Pentamerida, Rhynchonellida, etc) i krinoidis su posvuda; trilobiti i mekušci se granaju. Graptoliti nisu tako raznovrsni. | 422.9 ± 2.5 *             |
| Fane- rozoik    | Paleozoik          | Silur                                                                                        | Silur                                                                                        | Venlok | Prve vaskularne kopnene biljke, stonoge i artropleuridi, prve ribe s čeljusti, kao i mnoge oklopljene bez čeljusti. morski škorpioni dosežu znatne veličine. tabulate and Rugosa koralji, brahiopodi (Pentamerida, Rhynchonellida, etc) i krinoidis su posvuda; trilobiti i mekušci se granaju. Graptoliti nisu tako raznovrsni. | 428.2 ± 2.3 *             |
| Fane- rozoik    | Paleozoik          | Silur                                                                                        | Silur                                                                                        | Landoveri | Prve vaskularne kopnene biljke, stonoge i artropleuridi, prve ribe s čeljusti, kao i mnoge oklopljene bez čeljusti. morski škorpioni dosežu znatne veličine. tabulate and Rugosa koralji, brahiopodi (Pentamerida, Rhynchonellida, etc) i krinoidis su posvuda; trilobiti i mekušci se granaju. Graptoliti nisu tako raznovrsni. | 443.7 ± 1.5 *             |
| Fane- rozoik    | Paleozoik          | Ordovicij                                                                                    | Ordovicij                                                                                    | Gornji/kasni | Beskralješnaci su vrlo razgranati i uključuju mnogo novih tipova. Rani koralji, brachiopodi (Orthida, Strophomenida, itd), dvokrilne školjke, nautiloidi, trilobiti, ostrakodi, bryozoa, mnogi tipovi bodljokošaca (cystoids, morske zvijezde itd.), razgranati graptoliti i ostali razredi su učestali. Konodonti su bili primitivni planktonski kralješnjaci koji se pojavljuju na početku ordovicija. Ledeno doba na kraju razdoblja. Prve i vrlo primitivne kopnene biljke. | 460.9 ± 1.6 *             |
| Fane- rozoik    | Paleozoik          | Ordovicij                                                                                    | Ordovicij                                                                                    | Srednji | Beskralješnaci su vrlo razgranati i uključuju mnogo novih tipova. Rani koralji, brachiopodi (Orthida, Strophomenida, itd), dvokrilne školjke, nautiloidi, trilobiti, ostrakodi, bryozoa, mnogi tipovi bodljokošaca (cystoids, morske zvijezde itd.), razgranati graptoliti i ostali razredi su učestali. Konodonti su bili primitivni planktonski kralješnjaci koji se pojavljuju na početku ordovicija. Ledeno doba na kraju razdoblja. Prve i vrlo primitivne kopnene biljke. | 471.8 ± 1.6               |
| Fane- rozoik    | Paleozoik          | Ordovicij                                                                                    | Ordovicij                                                                                    | Donji/rani | Beskralješnaci su vrlo razgranati i uključuju mnogo novih tipova. Rani koralji, brachiopodi (Orthida, Strophomenida, itd), dvokrilne školjke, nautiloidi, trilobiti, ostrakodi, bryozoa, mnogi tipovi bodljokošaca (cystoids, morske zvijezde itd.), razgranati graptoliti i ostali razredi su učestali. Konodonti su bili primitivni planktonski kralješnjaci koji se pojavljuju na početku ordovicija. Ledeno doba na kraju razdoblja. Prve i vrlo primitivne kopnene biljke. | 488.3 ± 1.7 *             |
| Fane- rozoik    | Paleozoik          | Kambrij                                                                                      | Kambrij                                                                                      | Furongij | Velika diversifikacija života u Kambrijskoj eksploziji; više od polovice modernih životinja phyla se pojavljuju, zajedno s velikim brojem izumrlih i problematičnih formi. Arheocijati cvatu u ranom kambriju. Trilobiti, Priapulidi, spužve, neartikulirani brahiopodi i mnoge druge poznate vrste. Pojava prvih svitkovaca. Anomalocaridi su glavni grabežljivci. Edikarijanske životinje su rijetke, zatim izumiru. | 501.0 ± 2.0 *             |
| Fane- rozoik    | Paleozoik          | Kambrij                                                                                      | Kambrij                                                                                      | srednji | Velika diversifikacija života u Kambrijskoj eksploziji; više od polovice modernih životinja phyla se pojavljuju, zajedno s velikim brojem izumrlih i problematičnih formi. Arheocijati cvatu u ranom kambriju. Trilobiti, Priapulidi, spužve, neartikulirani brahiopodi i mnoge druge poznate vrste. Pojava prvih svitkovaca. Anomalocaridi su glavni grabežljivci. Edikarijanske životinje su rijetke, zatim izumiru. | 513.0 ± 2.0               |
| Fane- rozoik    | Paleozoik          | Kambrij                                                                                      | Kambrij                                                                                      | Donji/rani | Velika diversifikacija života u Kambrijskoj eksploziji; više od polovice modernih životinja phyla se pojavljuju, zajedno s velikim brojem izumrlih i problematičnih formi. Arheocijati cvatu u ranom kambriju. Trilobiti, Priapulidi, spužve, neartikulirani brahiopodi i mnoge druge poznate vrste. Pojava prvih svitkovaca. Anomalocaridi su glavni grabežljivci. Edikarijanske životinje su rijetke, zatim izumiru. | 542.0 ± 1.0 *             |
| Proter- ozoik 5 | Neo- proterozoik   | Ediakarij                                                                                    | Ediakarij                                                                                    | Prve višestanične životinje. Edicarianska fauna (vendobionta) cvjeta širom svijeta. Jednostavni fosilizirani tragovi od crvolikih životinja. Prve spužve. | Prve višestanične životinje. Edicarianska fauna (vendobionta) cvjeta širom svijeta. Jednostavni fosilizirani tragovi od crvolikih životinja. Prve spužve. | 630 +5/-30 *              |
| Proter- ozoik 5 | Neo- proterozoik   | Kriogenij                                                                                    | Kriogenij                                                                                    | Moguće razdoblje Snježne grudve Zemlje, Rodinija se počinje lomiti                                                                                        | Moguće razdoblje Snježne grudve Zemlje, Rodinija se počinje lomiti | 850 6                     |
| Proter- ozoik 5 | Neo- proterozoik   | Tonij                                                                                        | Tonij                                                                                        | Prvo širenje akritarha. | Prvo širenje akritarha. | 1000 6                    |
| Proter- ozoik 5 | Mezo- proterozoik  | Stenij                                                                                       | Stenij                                                                                       | Prorijeđenje visoko metamorfskih pojasa zbog orogeneze kada se stvara Rodinija.                                                                           | Prorijeđenje visoko metamorfskih pojasa zbog orogeneze kada se stvara Rodinija. | 1200 6                    |
| Proter- ozoik 5 | Mezo- proterozoik  | Ektazij                                                                                      | Ektazij                                                                                      | Platformski pokrovi se nastavljaju širiti | Platformski pokrovi se nastavljaju širiti | 1400 6                    |
| Proter- ozoik 5 | Mezo- proterozoik  | Kalimij                                                                                      | Kalimij                                                                                      | Platformski pokrovi se šire | Platformski pokrovi se šire | 1600 6                    |
| Proter- ozoik 5 | Paleo- proterozoik | Staterij                                                                                     | Staterij                                                                                     | Prvi složeni višestanični život. Columbia (superkontinent).                                                                                               | Prvi složeni višestanični život. Columbia (superkontinent). | 1800 6                    |
| Proter- ozoik 5 | Paleo- proterozoik | Orosirij                                                                                     | Orosirij                                                                                     | U atmosferu ulazi kisik. Vredefortski and Sudburyjski asteroidni udari. Mnogo orogeneze.                                                                  | U atmosferu ulazi kisik. Vredefortski and Sudburyjski asteroidni udari. Mnogo orogeneze. | 2050 6                    |
| Proter- ozoik 5 | Paleo- proterozoik | Racij                                                                                        | Racij                                                                                        | Bushveldska formacija formirana. Huronijska glacijacija.                                                                                                  | Bushveldska formacija formirana. Huronijska glacijacija. | 2300 6                    |
| Proter- ozoik 5 | Paleo- proterozoik | Siderij                                                                                      | Siderij                                                                                      | formiranje trakastih željezovitih formacija | formiranje trakastih željezovitih formacija | 2500 6                    |
| Arhaik 5        | Neoarhaik          | Stabilizacija većine modernih kratona, moguće izvrtanje pokrivača                            | Stabilizacija većine modernih kratona, moguće izvrtanje pokrivača                            | Stabilizacija većine modernih kratona, moguće izvrtanje pokrivača                                                                                         | Stabilizacija većine modernih kratona, moguće izvrtanje pokrivača | 2800 6                    |
| Arhaik 5        | Mezoarhaik         | Prvi stromatoliti                                                                            | Prvi stromatoliti                                                                            | Prvi stromatoliti | Prvi stromatoliti | 3200 6                    |
| Arhaik 5        | Paleoarhaik        | Prve poznate bakterije proizvođači kisika                                                    | Prve poznate bakterije proizvođači kisika                                                    | Prve poznate bakterije proizvođači kisika | Prve poznate bakterije proizvođači kisika | 3600 6                    |
| Arhaik 5        | Eoarhaik           | Jednostavni jednostanični život                                                              | Jednostavni jednostanični život                                                              | Jednostavni jednostanični život | Jednostavni jednostanični život | 3800                      |
| Hadij 5,7       | Donji imbrij       |                                                                                              |                                                                                              | | | c.3850                    |
| Hadij 5,7       | Nektarij           |                                                                                              |                                                                                              | | | c.3920                    |
| Hadij 5,7       | Bazenske grupe     | 4,1 milijarde godina - Najstarija poznata stijena                                            | 4,1 milijarde godina - Najstarija poznata stijena                                            | 4,1 milijarde godina - Najstarija poznata stijena | 4,1 milijarde godina - Najstarija poznata stijena | c.4150                    |
| Hadij 5,7       | Kriptik8           | 4,4 milijarde godina - Najstariji poznati minerali; 4,57 milijarde godina - Stvaranje Zemlje | 4,4 milijarde godina - Najstariji poznati minerali; 4,57 milijarde godina - Stvaranje Zemlje | 4,4 milijarde godina - Najstariji poznati minerali; 4,57 milijarde godina - Stvaranje Zemlje                                                              | 4,4 milijarde godina - Najstariji poznati minerali; 4,57 milijarde godina - Stvaranje Zemlje | c.4570                    |

1. Paleontolozi često rabe faunalne faze umjesto geoloških razdoblja. Nomenklatura faza je često prilično složena. V. Harland za izvrsno sređenu kronologiju faunalnih faza.
2. Datumi su neznatno nejasni uz uobičajene varijacije u nekoliko postotaka između različitih izvora. To je uglavnom zbog nesigurnosti radiometrijskog datiranja i problema koji uzrokuje rijetkost pronalaženja nalaza pogodnih za radiometrijsko datiranje na mjestima gdje bi bili najkorisniji. Datumi i pogreške su u skladu s kronologijom Međunarodne komisije za stratigrafiju uz 2004. Datumi označeni zvjezdicom označavaju Globalne standardne stratigrafske granice i o njima postoji međunarodni konsenzus.
3. Kroz povijest se kenozoik dijelio na kvartarnu i tercijarnu poderu, isto kao i na razdoblje neogena i paleogena. Međutim, Međunarodna komisija za stratigrafiju je nedavno odlučila prestanak prihvaćanja izraza kvartar i tercijar kao dio službene nomenklature.
4. U Sjevernoj Americi karbon je podijeljen na razdoblja Misisipij i Pensilvanij.
5. Proterozoik, arhaik i hadij se ponekad zajedno nazivaju kao predkambrijsko vrijeme a nekad jednostavno Kriptozoik.
6. Definirano kao apsolutno doba (Globalno standardno stratigrafsko doba).
7. Iako se često rabi, hadij nije formalni eon i o donjoj granici za eoarhaik još nije postignut dogovor. Hadij se također ponekad naziva Priscoan.
8. Ova su četiri naziva uzeta iz geokronologije Mjeseca. Njihova upotreba za geologiju Zemlje je neslužbena.
9. Početak razdoblja Holocena je ovdje naveden prije 11.430 godina ± 130 godina. Za dalju raspravu vezanu uz datiranje epohe vidi Holocen.

## Grafička kronologija
Druga i treća kronologija predstavljaju pod-razdoblje ranije kronologije, što je označeno zvjezdicom.

## Vanjske poveznice
- NASA: Geologic Time
- GSA: Geologic Time Scale